# Von Buchegg
von Buchegg var en grevlig ätt i nuvarande nordvästra Schweiz från 1100-talet fram till år 1347. Senast från 1252 fram till 1311 var de lantgrevar i Burgund och styrde ett större område öster om Aare i nuvarande kantonerna Bern och Solothurn. Släktnamnet kommer från borgen Buchegg i kantonen Solothurn. En kvinnolinje uppgick i ätten Senn von Münsingen som bestod till år 1410.

## Stamtavla

### Familjen von Buchegg och familjen Senn von Münsingen
Stamtavla enligt Lätt, förenklad.
- 1.Hugo I, omnämnd 1130, Greve av Buchegg
  - 1.1.Arnold, omnämnd 1175-1180, Comes de Bovccecca, 
    - 1.1.1.Peter I, (ca. 1195 - 1276), Greve (1218), Lantgreve (1252), Schultheiss i Bern (1253)
      - 1.1.1.1.Ulrich, omnämnd 1243 - 1261, Greve (1257), g.m. Adelheid (inga kända barn)
      - 1.1.1.2.Heinrich, omnämnd 1250, död 1320, Lantgreve i Burgund (1276), Riddare av tyska orden, g.m. Adelheid, Grevinna av Neuchâtel-Strassberg (inga kända barn)
        - 1.1.1.2.1.Hugo II, född senast 1259, omnämnd 1273, död 1347, Lantgreve, Schultheiss i Solothurn, Officer i kejserlig tjänst, bland annat i Italien, g.m.1 Margarita Gallarda, g.m.2 Margarethe av Neuchâtel (inga kända barn)
        - 1.1.1.2.2.Peter II, omnämnd 1273 - 1288
        - 1.1.1.2.3.Hartmann, omnämnd 1273
        - 1.1.1.2.4.Elisabeth, omnämnd 1273 - 1341, g.m.1 Ulrich von Aarburg, gift ytterligare två gånger, (inga kända barn)
        - 1.1.1.2.5.Berchtold, omnämnd 1297, död 1353, Ordensherre i tyska orden på slottet Beuggen (1297), Biskop i Speyer och Strasbourg (1328)
        - 1.1.1.2.6.Mathias, omnämnd 1313 - död 1328, Ärkebiskop i Mainz (1321)
        - 1.1.1.2.7.Anastasia, omnämnd 1312 - död 1362, g.m. Ulrich von Signau (inga kända barn)
        - 1.1.1.2.8.Judenta, omnämnd 1326 - död 1348, Abedissa i Fraubrunnen (1326)
        - 1.1.1.2.9.Johanna, död 1338, g.m. Burkhart Senn från Münsingen
          - 1.1.1.2.9.1.Johan Senn, - död 1365, Biskop i Basel
          - 1.1.1.2.9.2.Burkhard Senn, - död 1370, Friherre, g.m. grevinnan Margarethe av Neuchâtel
          - 1.1.1.2.9.2.1.Burkhard Senn, - död 1375, Friherre, g.m.1 grevinnan Johanna av Neuchâtel, g.m.2 markgrevinnan Agnes av Hochberg (inga kända barn)
          - 1.1.1.2.9.2.2.Elisabeth Senn, - död 1410 i Basel, g.m. friherren Henman av Bechburg (inga kända barn)
          - 1.1.1.2.9.3.Conrad Senn, - död 1365

      - 1.1.1.3.Elisabeth, omnämnd 1250 - död 1302(?), gift tre gånger, (inga kända barn)

    - 1.1.2.Cuno I, omnämnd 1180

## Historia

### von Buchegg
Om de första grevarnas verksamhet vet man inte mycket. Zähringarna var satta att styra Burgund, varav västra schweiziska mittlandet var en viktig del. Grevarna av Buchegg var deras undervasaller och fick kanske spridda förläningar. Borgen Buchegg som gett ätten dess namn bestod redan vid denna tid. Familjen hade ägor i Cressier NE.

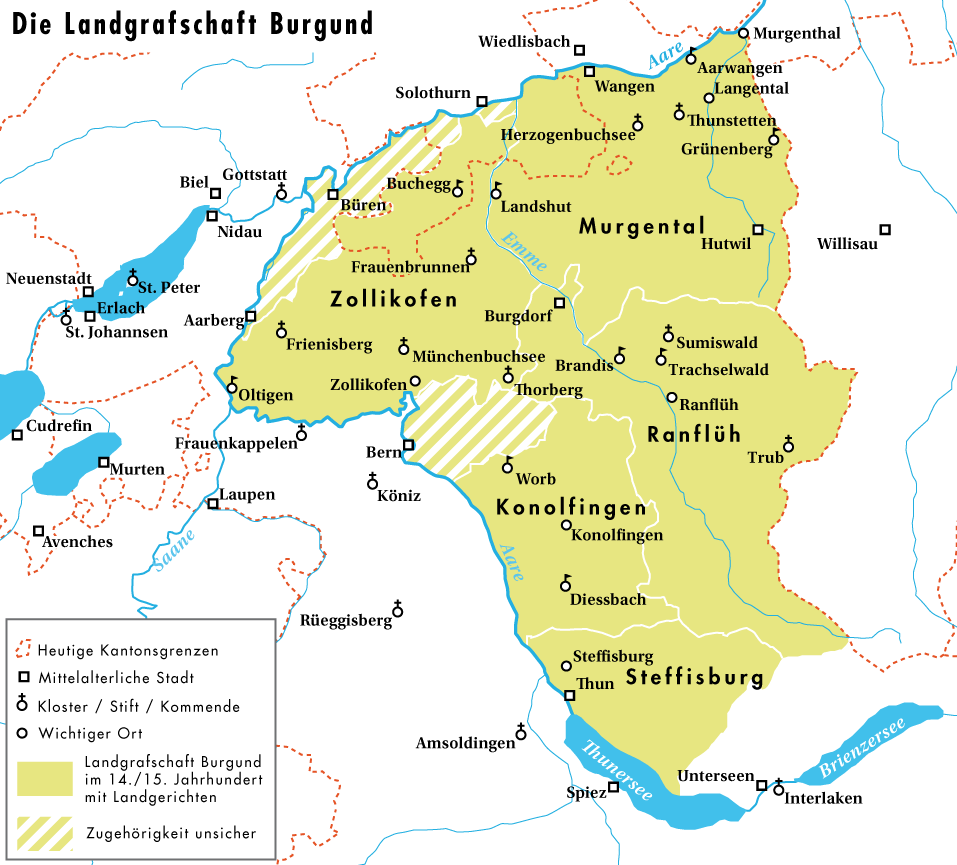
Lantgrevskapet (Klein-)Burgund på 13- och 1400-talet.

När Zähringarnas hertigliga linje dog ut år 1218, blev Bern och Solothurn fria riksstäder. För landsbygden fanns ingen given efterträdare, men Peter I fick senast 1252 titeln lantgreve och styrde över Kleinburgund, omfattande ungefär de delar av nuvarande kantonerna Bern och Solothurn som ligger öster om Aare. Han hade ägor över det centrala Bucheggberg. Titel och uppdrag ärvdes av hans söner Ulrich och Heinrich. År 1313 överlämnade Heinrich dock, på initiativ av hertig Leopold, lantgrevskapet till en medlem av ätten Neu-Kyburg. Heinrich var även ordensherre i tyska orden.
Av Heinrichs barn gick Hugo II som militär i kejserlig tjänst: Han deltog 1312 i Henriks VII tåg till Italien.  År 1320 träffade han påven Johannes XXII i Avignon och fick stort inflytande, genom vilket syskon och en systerson kunde inta höga kyrkliga ämbeten, däribland Berchtold som kort tid var biskop i Speyer och sedan, till sin död, i Strasbourg. Med Berchtold utslocknade Svärdslinjen år 1353.

### Senn von Münsingen
Heinrichs yngsta dotter Johanna gifte sig med Burkhart Senn von Münsingen. Deras son Burkhard övertog 1347 familjens ägor (allod) på Bucheggberg och fick titeln friherre. Hans son, som också hette Burkhard, innehade titeln friherre till sin död 1375. Hans dotter Elisabeth övertog familjens egendom men hade ekonomiska svårigheter. Hennes man dog i slaget vid Sempach 1386 och efterhand sålde hon alla ägor till Solothurn, Bern och privatpersoner.

## Heraldik
Peters sigill från 1218 visar bilden av ett bokträd på ett treberg. I hans sigill från 1245 är vapenbilden en stolpe belagd med tre rosor, denna bild återkommer i ett baner som förs av Hugo II till Rom 1313. Andra sigill, som Ulrichs, från 1259, visar enbart tre stolpvis placerade röda rosor i fält av guld.